# Sierdier Sierdierow
Sierdier Mukajłowicz Sierdierow (ros. Сердер Мукаилович Сердеров, lezg. Сердер Мукаилан хва Сердеров, Siergiej Mukajłach hwa Sierdierow, ur. 10 marca 1994 w Machaczkale) – rosyjski piłkarz narodowości lezgińskiej występujący na pozycji skrzydłowego lub napastnika w uzbeckim klubie Soʻgʻdiyona Dżyzak.

## Kariera klubowa

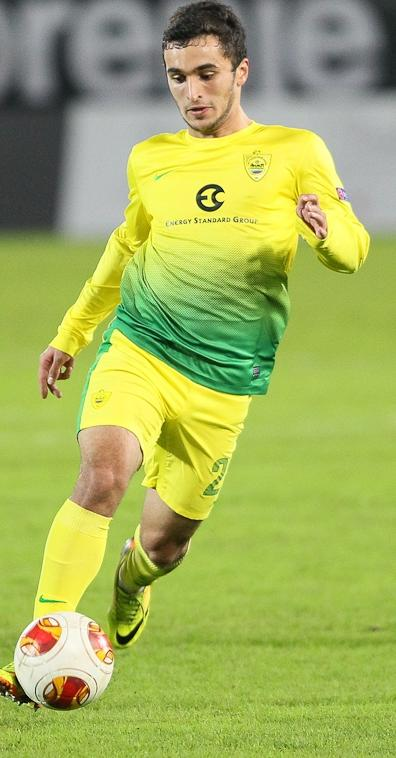
Sierdierow (2013)

Wychowanek szkółki piłkarskiej RSDJuSzOR-2 Makhachkala. W swojej karierze grał także w takich zespołach, jak CSKA Moskwa, Anży Machaczkała, Urał Jekaterynburg, Krylja Sowietow Samara, Sławia Sofia oraz Jenisej Krasnojarsk.
W sierpniu 2018 roku podpisał roczną umowę z Cracovią prowadzoną przez Michała Probierza. 17 sierpnia zadebiutował w Ekstraklasie w przegranym 0:1 meczu z Zagłębiem Lubin. W drużynie Pasów rozegrał 6 spotkań nie zdobywając żadnej bramki. 2 stycznia 2019 roku rozwiązał za porozumieniem stron umowę z Cracovią.

## Kariera reprezentacyjna
Występował w juniorskich i młodzieżowych kadrach Rosji w kategoriach U-16, U-17, U-19 oraz U-21.